# Koninklijke IHC

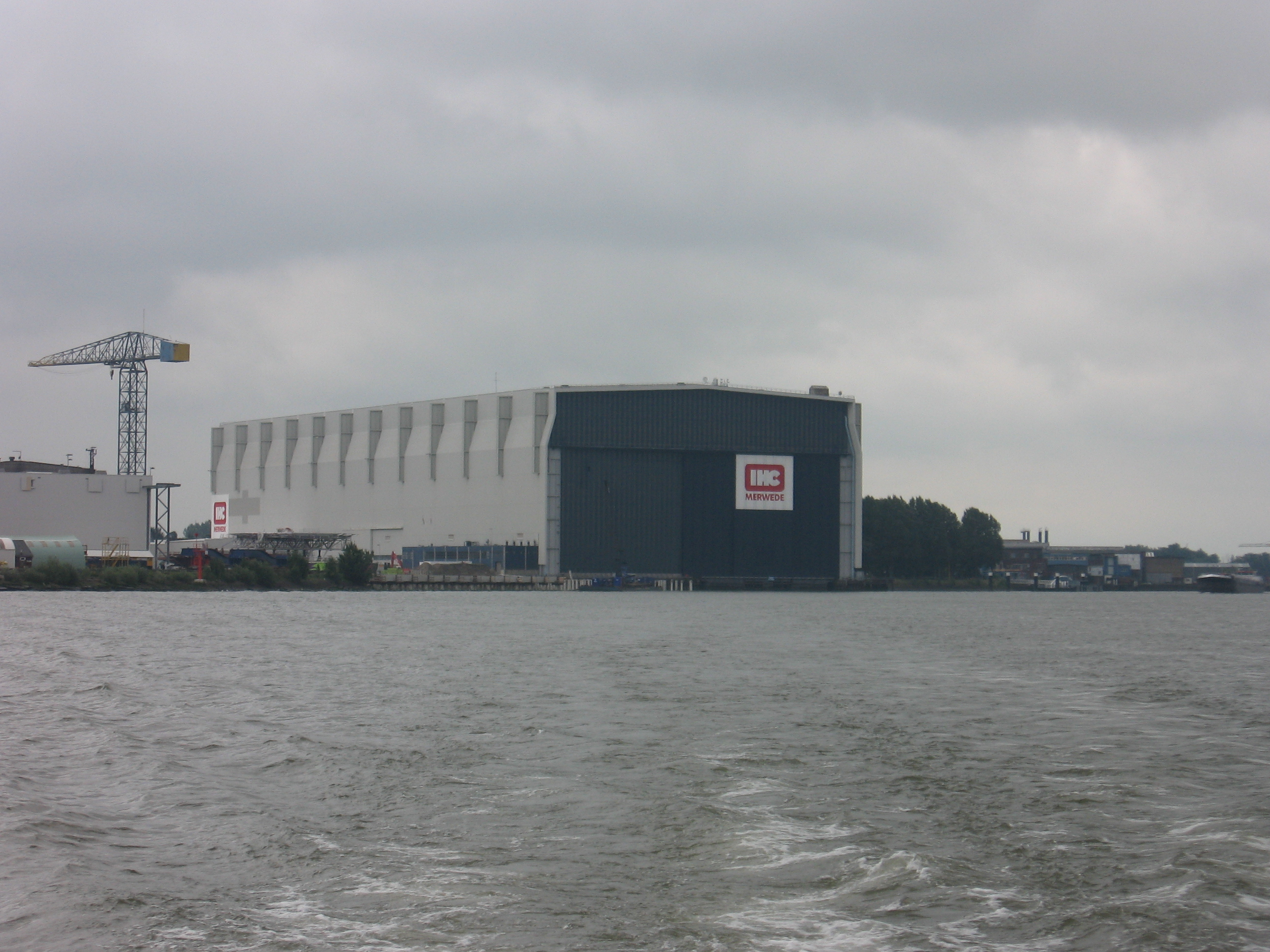
De werf van IHC te Krimpen aan den IJssel

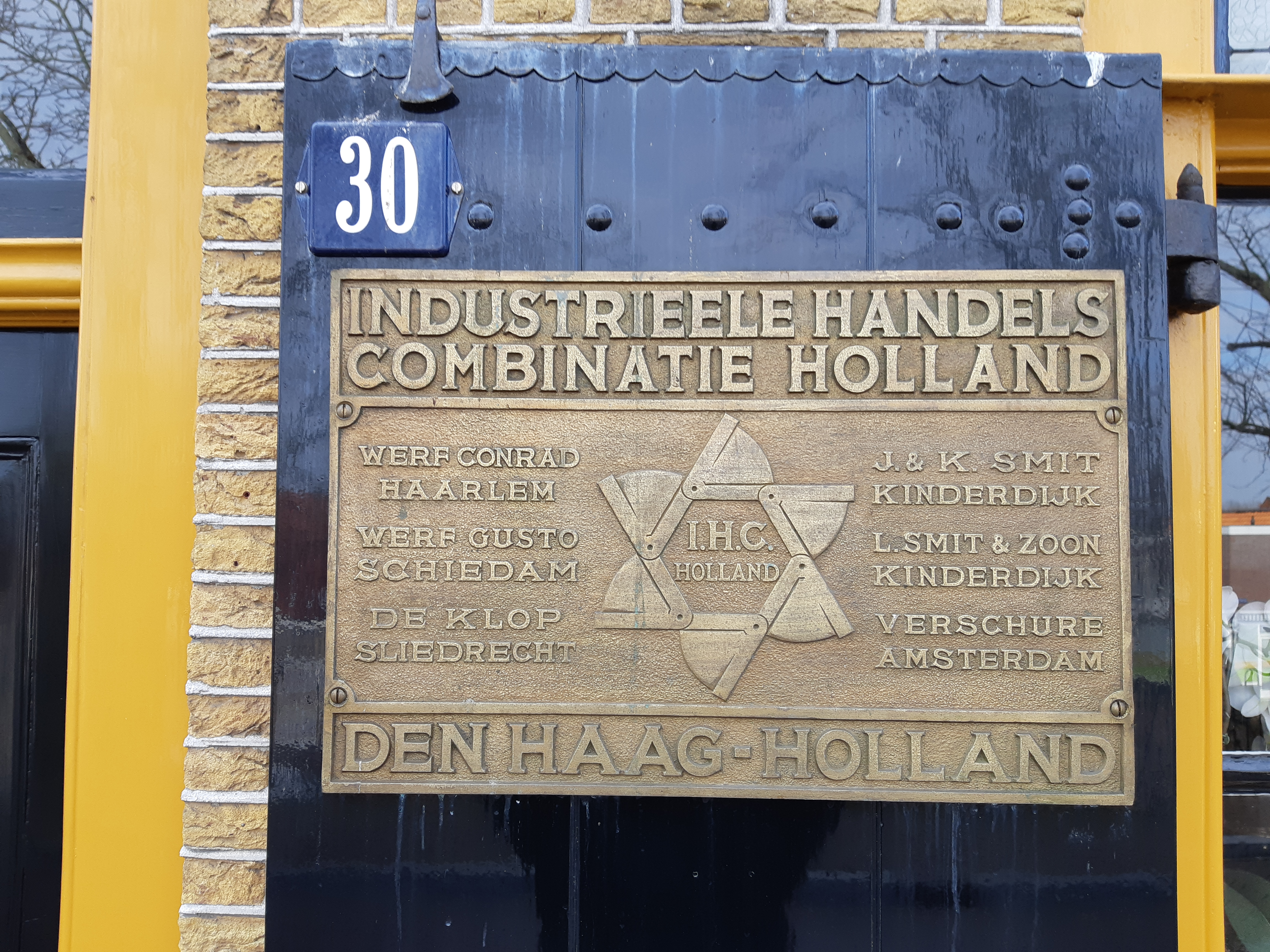
Werfplaat van de Industriële Handels Combinatie Holland

Royal IHC of Koninklijke IHC, tot 2014 IHC Merwede, is een Nederlandse onderneming met het hoofdkantoor in Kinderdijk. Het bedrijf richt zich op het ontwikkelen, ontwerpen en bouwen van schepen en materieel voor de bagger, offshore energy, mijnbouw en defensie-industrie.

## Geschiedenis
De geschiedenis van dit bedrijf startte in 1943. Een zestal -onder meer in baggerschepen gespecialiseerde- scheepswerven ging toen samenwerken. Dit betrof: Gusto te Schiedam, Conrad, sinds 1941 Stork-Hijsch geheten, te Haarlem, J. en K. Smit te Kinderdijk, L. Smit & Zoon te Kinderdijk, Verschure & Co.'s Scheepswerf en Machinefabriek te Amsterdam en De Klop te Sliedrecht. Deze vormden in 1965 het bedrijf IHC Holland (IHC staat voor: Industriële Handels Combinatie), gespecialiseerd in baggermaterieel. Het bedrijf Conrad was geen deelnemer, dit was al overgenomen door Stork. De offshoretak IHC Caland werd afgesplitst. Alle oorspronkelijk deelnemende bedrijven konden bogen op een - soms een meer dan een eeuw - lange voorgeschiedenis.
In 1993 nam IHC De Merwede (scheepswerf) te Hardinxveld-Giessendam over. De Merwede kwam onder dezelfde holding te vallen: IHC Caland, in 1995 veranderd in IHC Holland Merwede. IHC Holland specialiseerde zich in de baggerscheepvaart en Merwede Shipyard ging juist bouwen voor onder andere de offshore industrie. Op 1 maart 2005 verkocht IHC Caland N.V. de scheepswerven en ging verder onder de naam SBM Offshore. De scheepswerven gingen door onder de naam IHC Holland Merwede, later om strategische redenen veranderd in IHC Merwede. Redenen voor de afsplitsing van de scheepsbouwactiviteiten waren: het onzekere karakter van de orderstroom en de lage winstmarges. Zo'n 50% van het personeel werkte in de scheepsbouw, maar de bijdrage aan de totale waarde van IHC Caland was slechts ongeveer 5%. Een en ander was ook het gevolg van druk van de aandeelhouders. Eerder werd nog gedacht aan een beursgang, maar uiteindelijk werden de activiteiten overgenomen door een drietal investeerders. Van alle aandelen kwam 49% terecht bij de Rabobank, 33% ging naar het management en de werknemers en de resterende 18% kwam in handen van Parkland, een onderdeel van de investeringsmaatschappij Indofin Group. In 2017 had Indofin Group zijn aandelenbelang uitgebreid naar 72% ten koste van Rabo Capital (10%) en het management en personeel (18%).
In 2013 vierde IHC zijn 325-jarig bestaan. In 2014 kreeg IHC het predicaat Koninklijke; in datzelfde jaar werd de naam veranderd van IHC Merwede in Koninklijke IHC (Royal IHC in het Engels). Tevens werd er aan het logo een kroon toegevoegd. Medio 2013 kreeg het bedrijf de grootste order ooit. Voor de Braziliaanse olie-industrie kon het zes pijpenleggers bouwen met een waarde van zo’n € 1 miljard. Werk voor 4000 mensen, vooral bij de werven in Krimpen aan den IJssel en Kinderdijk en toeleveranciers. Aflevering vond plaats in 2015 en 2016. De schepen worden gebruikt voor de ontwikkeling van olievelden die op meer dan 2500 meter diepte liggen.
Medio 2015 verdwenen bij IHC honderden banen als gevolg van teruggelopen bestellingen door de lage olieprijs waarbij voor de grote order uit Brazilië extra personeel was ingehuurd. Van de ruim 3000 vaste werkkrachten verdwenen circa 850 banen, deels door gedwongen ontslag IHC concentreerde de afdeling scheepsbouw in Krimpen aan den IJssel en Kinderdijk, in Sliedrecht ging de scheepshelling dicht, daar werden wel alle andere productieactiviteiten van IHC, zoals de uitrusting van schepen, geconcentreerd. De werf in Hardinxveld-Giessendam is in 2017 verkocht aan Neptune Marine. Daarnaast is een deel van de productie naar het buitenland overgebracht. In 2018 leed het bedrijf een recordverlies van € 80 miljoen. Er waren grote kostenoverschrijdingen bij enkele grote en complexe projecten. In het jaar kreeg het bedrijf in financiële injectie van € 120 miljoen, waarvan € 90 miljoen van de banken en € 30 miljoen van de aandeelhouders in de vorm van een achtergestelde lening. De onderneming kan met dit geld voor ongeveer twee jaar vooruit. Nadat een Chinese partij interesse getoond had in een overname van IHC is een consortium gevormd. Dit consortium wil voorkomen dat de innovatieve technologie en de kennis van IHC in Chinese handen zou vallen. In juni 2020 werd IHC overgenomen door de Belgische holding Ackermans & van Haaren (eigenaar van de baggeraar DEME), HAL (eigenaar van de baggeraar Boskalis), de familie Van Oord (baggeraar van Oord) en de familie achter de Nederlandse baggeraar Huisman. Zij krijgen 100% van de aandelen van IHC in handen.
In november 2020 werd bekend dat in totaal zo'n 1100 banen verloren gaan bij IHC. Dit betreft zo'n 300 medewerkers in Nederland en eenzelfde aantal in het buitenland. Verder worden de contracten met 500 inhuurkrachten niet verlengd. Verder werd besloten niet-kernactiviteiten af te stoten. In 2021 werd bijvoorbeeld Rotterdam Offshore Group (ROG) weer zelfstandig nadat deze in 2017 was ingelijfd door IHC. In december 2021 werd IHC Hytech verkocht aan diverse particuliere investeerders, die gezamenlijk Pommec Hytech Holding hebben opgericht. IHC Hytech is gespecialiseerd in het ontwerpen en maken van duik- en hyperbare uitrusting voor overheids-, tunnel-, life support- en medische markten. Er werken zo'n 55 werknemers die overgaan naar het nieuwe bedrijf.

## Activiteiten
De onderneming is werkzaam op een viertal gebieden: bagger, offshore energy, mijnbouw en defensie-industrie. Binnen de baggerindustrie is men marktleider bij de bouw van baggerschepen. Klanten zijn onder meer baggerbedrijven, rederijen, olie- en gasconcerns, offshore contractors en bouwmaatschappijen.
Bij IHC werken anno 2022 ca. 2524 personen, verdeeld over de locaties Alblasserdam, Apeldoorn, Delfgauw, Dordrecht, Goes, Kinderdijk, Krimpen aan den IJssel, Sliedrecht en Hardinxveld-Giessendam. Internationaal is het bedrijf onder andere actief met eigen vestigingen in China, Dubai, Singapore en de Verenigde Staten.

### Resultaten
| Jaar | Omzet | Nieuwe orders | Orderportefeuille (einde jaar) | Nettoresultaat | Aantal werknemers (gemiddeld) |
| ---- | ----- | ------------- | ------------------------------ | -------------- | ----------------------------- |
| 2008 | 1090  | 1330          | 1792                           | 78,5           | 2623                          |
| 2009 | 1126  | 453           | 1130                           | 58,8           | 3060                          |
| 2010 | 1008  | 1024          | 1167                           | 100,7          | 3016                          |
| 2011 | 1050  | 1057          | 1179                           | 103,2          | 3109                          |
| 2012 | 895   | 679           | 964                            | 36,9           | 3239                          |
| 2013 | 985   | 1767          | 1743                           | 56,3           | 3224                          |
| 2014 | 1215  | 583           | 1166                           | 124,0          | 3263                          |
| 2015 | 1161  | 827           | 835                            | 27,9           | 3434                          |
| 2016 | 764   | 695           | 745                            | −21,6          | 3255                          |
| 2017 | 800   | 1673          | 1573                           | −21,8          | 3010                          |
| 2018 | 942   | 594           | 1185                           | −79,4          | 3314                          |
| 2019 | 1070  | 588           | 690                            | −226,8         | 3535                          |
| 2020 | 738   | 534           | 451                            | −300,1         | 3319                          |
| 2021 | 532   | 322           | 237                            | −63,4          | 2761                          |
| 2022 | 354   | 402           | 260                            | -35,1          | 2524                          |

## Trivia
- In Miniworld Rotterdam is een maquette te vinden van de IHC-werf in Krimpen a/d IJssel. Het is de grootste maquette in deze overdekte miniatuurwereld.